# Leucanella rosacea
Leucanella rosacea är en fjärilsart som beskrevs av Max Wilhelm Karl Draudt 1929. Leucanella rosacea ingår i släktet Leucanella och familjen påfågelsspinnare. Inga underarter finns listade i Catalogue of Life.